# قشر (نبات)

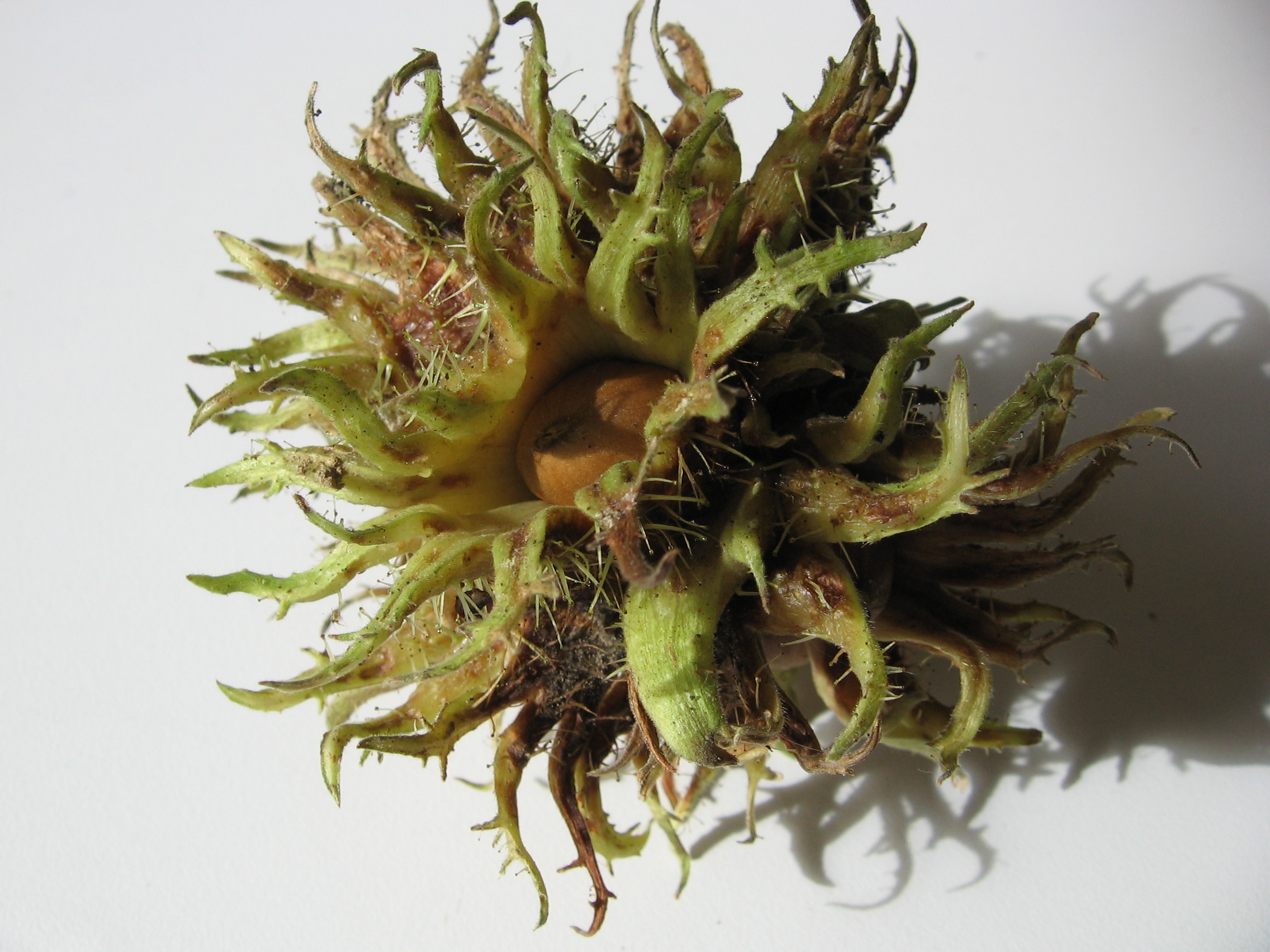
قشرة شجرة البندق التركي (Corylus colurna)، تحتوي على 7 حبات.

في علم النبات، القشرة "husk" (أو الغلاف الخارجي) هي الغلاف أو الطبقة الخارجية للبذرة. في الولايات المتحدة، غالبًا ما يشير مصطلح القشرة تحديدًا إلى الغلاف الخارجي الورقي لعرن الذرة (الذرة الشامية) أثناء نموه على النبات. حرفيًا، تشمل القشرة أو الغلاف الخارجي الغطاء الواقي الخارجي للبذرة أو الفاكهة أو الخضروات.
يمكن أن يشير المصطلح أيضًا إلى الجلود المنسلخة للحشرات أو الحيوانات الصغيرة الأخرى التي تُترك بعد الانسلاخ.
يعود تاريخ مصطلح "husk" إلى حوالي القرن الرابع عشر، ويُعتقد أنه مبني على الكلمة الهولندية الوسطى huusken التي تعني "منزل صغير"، والمشتقة من كلمة hūs التي تعني "منزل".
في الطهي، يمكن أن يشير مصطلح "hull" (الغلاف الخارجي/القمع) أيضًا إلى أجزاء أخرى مهملة من الفواكه والخضروات، وبالأخص القمع أو الكأس في الفراولة.
تتميز الحبوب مثل القمح والشعير بوجود قشور. الحبوب هي البذور الكاملة للنبات. تتكون بذرة الحبوب (التي تسميها صناعة الحبوب "حبة") من ثلاثة أجزاء رئيسية صالحة للأكل – وهي: النخالة، والجنين، والسويداء – وكلها محمية بقشرة غير صالحة للأكل تحمي الحبة من التلف الناتج عن ضوء الشمس، والآفات، والماء، والأمراض.